# Kamel Mohanna
Kamel Mohanna (né en 1943 à Khiam, un village du Sud-Liban) est un auteur et docteur en médecine. Après avoir obtenu son diplôme d’État de médecine à l’université de Tours, il commence sa vie professionnelle comme pédiatre avant de s’engager dans l’humanitaire au début de la guerre civile libanaise, en 1975. C’est en réaction à la seconde invasion israélienne au Sud du Liban en 1978 (Opération Litani) qu’il crée Amel Association, afin de fournir une aide d’urgence aux victimes de la guerre.
Mohanna, Professeur à l’Université libanaise, est aussi Coordinateur Général du Collectif des ONG libanaises et du Collectif des ONG arabes. Par ailleurs, il est expert reconnu, notamment dans le domaine de la santé, auprès d’organisations internationales comme notamment l’Organisation mondiale de la santé. Il est membre de l’un des groupes préparatoires au Sommet Humanitaire Mondial qui se tiendra à Istanbul en 2015 et représente Amel Association International au sein de plusieurs forums : l’Assemblée des citoyens de la Méditerranée, de HAP, de l’ICVA,(International Council of Voluntary Agencies), de l’ECOSOC, etc. Le Dr Kamel Mohanna a joué un rôle crucial dans la reconstruction du Liban après la guerre civile et, figure de proue de l’humanitaire au Liban, il est un personnage public respecté de tous dans son pays comme à l’étranger.
Il est également l’auteur de plusieurs publications, et sa biographie a été éditée à plusieurs reprises, tant en arabe qu’en français.

## Enfance et éducation

### Naissance et contexte socio-politique
Né à Khiam, localité frontalière du sud du Liban au carrefour des frontières libanaises, syriennes et palestiniennes, Kamel Mohanna, nommé en hommage à Kamel Beik Assaad, grandit dans un village profondément marqué par la Nakba, le premier exode des Palestiniens en 1948. Il ne connaîtra Beyrouth que plus tard ; la Palestine et la Syrie étant géographiquement plus accessibles. Une réalité qui le confronte très tôt, dès l’âge de cinq ans, à l’occupation et au sort des Palestiniens qui viennent se réfugier au Liban à la suite de la création de l’État d’Israël. À cela s’ajoute la lutte pour exister à l’ombre des notables du village qui préféraient avoir le monopole de l’éducation, laissant les pauvres leur servir de main-d’œuvre, les attaquant par moments avec des haches, et proliférant à leur encontre multiples injures. Ceci initie le jeune Kamel Mohanna dans son combat futur avec les gens, les travailleurs et les démunis,.

### Famille, jeunesse et éducation
Dixième enfant d’une fratrie de six garçons et cinq filles, Kamel Mohanna est issu de l’une de ces familles modestes où l’argent, tout l’argent qu’on pouvait économiser, est d’abord destiné à l’éducation des enfants, parce que l’éducation ne faisait pas partie des coutumes des paysans. Les parents s’acharnent pour que les enfants apprennent. Son frère Aziz sera ingénieur, Amir professeur, Issam banquier, Ahmad juge, Mohammad et lui médecins. Cette « élévation éducative » déplut aux familles riches du village.
Après des études primaires et complémentaires à l’école publique de Khiam (qui ne proposait pas des classes supérieures), Kamel Mohanna reçoit son brevet de l’école publique de Saida. Il ira au lycée de Ein el Helwé, et recevra son baccalauréat – spécialité mathématiques du lycée Raml el Zarif de Beyrouth. Kamel Mohanna est bon en mathématiques et physiques. Du drame que vivent les familles palestiniennes nait son désir de devenir médecin, et devient la source intarissable de sa révolte contre les injustices. Il aide son frère Mohammad, devenu médecin, à faire des piqûres et des pansements. Son père Assaad, marchand de bétail entre le Liban, la Syrie et la Palestine (et 40 ans vice-président du conseil municipal) découvre par hasard en Syrie que les enfants sont envoyés à l'Université Saint Joseph de Beyrouth (USJ) pour étudier. Pour répondre à  l’envie de son fils d’étudier en France, Assaad vend un morceau de terre. À l’époque, aller étudier à l’étranger lorsque l’on est issu d’une famille modeste est loin d’être chose commune. Il prend un bateau italien en 1962 en direction de la France, et sera aussi bien formé en médecine qu’aux idées des Lumières dans le contexte des engagements politiques de la jeunesse des années soixante : l’extrême gauche, les idéaux guévaristes et la cause palestinienne.

## Étudiant engagé

### Débuts militants
Il s’installe d’abord dans la ville de Lyon, mais son amour pour les petites villes l'amène, avec son ami Jean Hatem, à choisir, par tirage au sort, l'une des trois villes qu'il aimait. C'est à Grenoble qu’il passera sa première année de médecine et commencera à forger son activisme en montant une association pour les étudiants libanais. Il y vivra également son premier amour platonique avec Brigitte, mais, se rappelant que son père l’a envoyé en France pour se spécialiser en tant que médecin et non pas pour se marier, il s'excusera auprès d’elle, et quittera Grenoble vers la ville de Tours pour se détacher de cet amour.
Il emporte avec lui à Tours les statuts et le règlement intérieur de l’association pour les étudiants libanais, et sera élu responsable du comité culturel de l’association. Il initie une troupe de dabké, et apprend cette danse aux Français. Cette association permettra la formation de l’Union Générale des Étudiants Libanais de France (UGELF). Kamel Mohanna en sera élu secrétaire général alors qu’il est en deuxième année d’études,.

### Contexte politique
L’année 1967 est une année charnière dans l’évolution publique et politique de Kamel Mohanna. La guerre des six Jours, l’agression israélienne contre l’Égypte et la Palestine, et la défaite arabe pousseront les étudiants arabes à se cacher pour éviter  insultes et railleries. À ce moment-là, le jeune Kamel réalise que la force ne peut être que du côté des justes causes. Il œuvre alors dans le cadre de la résistance palestinienne radicale de gauche. Il écoute Ahmed Saeed à la radio parler de victoire, alors que le monde arabe était en défaite, et réalise qu’il faut trouver un équilibre entre les paroles et les actes. Il se résout ainsi à équilibrer la parole et l’action dans sa vie, à travers sa pratique médicale pour la victoire des peuples opprimés, contrairement à ce que Che Guevara et George Habache avaient fait, c'est-à-dire abandonner la profession médicale.

### Mobilisation contre l’attaque israélienne de 1968
Dans la nuit du 28 au 29 décembre 1968, et après de multiples menaces, Israël lance une opération commando contre l’aéroport international de Beyrouth, y détruisant 14 avions de ligne de la Middle East Airlines (MEA), la Trans Mediterranean Airways et la Lebanese International Airways (LIA). Cette dernière fait faillite et disparaît. Au nom de l’Union, Kamel Mohanna écrit au Président français le Général Charles de Gaulle pour condamner Israël et prendre position avec le Liban.
Pour protester contre l’armée libanaise qui n’a pas réagi à cette attaque, Kamel Mohanna occupe, avec l’UGELF (Union générale des étudiants libanais en France), les locaux de l’ambassade du Liban à Paris pendant 24 heures. L’ambassadeur libanais Philippe Takla lui propose de quitter les lieux, en échange de quoi il déclarerait que le sit-in aurait duré 24 heures. Kamel Mohanna refuse ce marchandage. Il fera ensuite l’objet d’une enquête, et les services de renseignement lui demanderont de coopérer avec eux, mais Kamel Mohanna refusera de livrer les noms des participants.

### Mobilisation en faveur de la résistance palestinienne
Le 23 avril 1969, une manifestation de soutien aux fedayins palestiniens a lieu dans le quartier de Barbir à Beyrouth. Des aﬀrontements opposent les Palestiniens à la gendarmerie libanaise. Le bilan est de 14 morts et plus de 80 blessés. L’UGELF décide d'occuper l'ambassade libanaise à Paris, ainsi que le consulat libanais à Marseille. Kamel fut surnommé « le Cohn-Bendit arabe », en référence à Daniel Cohn-Bendit, une des figures du mouvement estudiantin de mai 1968 en France. La « Police aux frontières » convoque Kamel Mohanna pour enquête. Raymond Marcellin, ministre de l’Intérieur à l’époque, signe un arrêté d’expulsion, considérant Kamel Mohanna comme une menace pour la sécurité française. Il a 48 heures pour quitter le territoire français. Kamel décide de ne pas partir, rétorquant qu’il œuvre sans violence pour son pays, mobilise les étudiants libanais, arabes et français, et devient le sujet des médias internationaux. Le doyen de la Faculté de médecine s’oppose à l'expulsion d'un étudiant sans qu’il en soit informé, deux jours avant les examens de la sixième année de médecine. Kamel fait partie à ce moment-là de la gauche radicale et son avocat est Roland Dumas. Bénéficiant d’un grand élan de sympathie, une pétition est lancée par l’Union nationale des étudiants de France (UNEF) que signera notamment Jean Paul Sartre. À la suite des protestations, la décision est abrogée. L’ambassadeur algérien en France lui propose une bourse afin qu’il puisse terminer ses études en Algérie, oﬀre qu'il refuse. Kamel demande à sa famille de ne pas en informer son père qui souﬀre de problèmes cardiaques, mais le père était déjà au courant des développements et fier de son fils. Il reçoit son Doctorat en médecine de l’Université de Tours en 1970.
Kamel Mohanna passe un concours (ECEFMJ) pour se spécialiser en en chirurgie au Canada, mais, en dépit de sa réussite, change d'avis parce qu’il avait l'intention de travailler avec les gens dans le domaine public. Il choisira de se spécialiser en pédiatrie. De retour en France pour sa spécialisation, il tient une conférence de presse pour expliquer le déroulement de l’arrêté d’expulsion. La police le convoque et lui demande de signer un engagement de ne pas s'immiscer en politique. Il refuse de signer l’engagement, mais s’engage de ne pas se mêler de politique intérieure française. Mécontente, la police fait le nécessaire pour annuler son offre d’interne à l’Hôpital de Nevers,.
Quand on lui demande d’où lui vient ce sens des responsabilités, il répond simplement : « il fallait être à la hauteur ».

## Les montagnes du Dhofar
Une fois son diplôme de pédiatre en poche de l’Université de Grenoble en 1974, Kamel Mohanna rejoint les révolutionnaires dans les montagnes du Dhofar, une contrée escarpée et montagneuse au sud de la Péninsule arabique, entre le sultanat d’Oman et le Yémen, où s’est développé un mouvement de résistance armée à l’oppression coloniale britannique, alliée au Sultan d’Oman. Six mois durant il y exerce sa profession avec ferveur dans les conditions diﬃciles de ce milieu géographique et humain pauvre et déshérité, s’exposant, en plus des risques de la guerre, aux maladies graves et contagieuses telles que la tuberculose, la fièvre typhoïde, le paludisme, l'ophtalmie, la gale, et même la lèpre,,... Il participe à la marche des « médecins aux pieds-nus » et contribue à la mise en place d’un plan de soins de santé primaire. « C’était le Vietnam de l’Angleterre », se souvient le Dr Mohanna. À cette époque, Kamel Mohanna avait déjà fait la paix avec la mort et l’au-delà. Libéré de cette hantise existentielle, le combat ne pouvait que continuer.

## Retour au Liban auprès des démunis
De retour dans son pays natal, il ouvre un cabinet à Beyrouth à l’hôpital Saint Georges comme médecin diplômé de France, puis se porte volontaire pour travailler dans un camp palestinien. Il choisit de pratiquer dans les camps palestiniens, au milieu de la misère, du désespoir et de la guerre qui pointait le bout de son nez.

## Aux débuts de la guerre du Liban
La guerre civile éclate en 1975. Alors qu’on tuait selon l’identité, Kamel Mohanna met sa photo sur la carte d’identité d’un ami chrétien.
Kamel traverse la Quarantaine et se rend à Tell El Zataar, jusqu’aux quartiers les plus défavorisés à Nabaa pour voir les patients. Il est nommé président du comité sanitaire de la région qui couvre Bourj Hammoud, Sin el Fil et Nabaa. Lors des événements de 1976, la route entre Tell El Zataar et Nabaa est fermée. Il restera à Nabaa et reprendra l'hôpital Imam pour les démunis, assisté par une équipe médicale de Médecins sans frontières. Grâce à l’Imam Moussa Sadr et à l’ancien Président de l’ordre des médecins au Liban Fouad Boustany, il y rencontre Bernard Kouchner, alors chef de la délégation de Médecins sans frontières au Liban. Malgré leurs diﬀérends politiques, Kamel et Bernard entretiennent une amitié qui survit depuis aux années et à leurs destins diﬀérents, l’un s’investissant dans la politique de son pays et l’autre refusant d’écouter les sirènes du pouvoir et de ses privilèges,. Blessé par l’impact d'un obus tombé pas loin de lui lors de la bataille de Tell El Zataar, et souﬀrant d’une hernie discale, Kamel Mohanna continue quand même d’exercer son métier. La délégation de Médecins sans frontières quittera le Liban au bout d'un mois et demi à cause de la guerre. Kamel y restera jusqu’à la chute de la région et y sortira avec le concours du Président de la Croix rouge internationale et le Professeur Ernest Majdalani.
Des années plus tard, une employée algérienne d’Amel » a déclaré que Médecins sans frontières » avait publié un livre de 1,200 pages pour relater de l'héroïsme des médecins pendant leur mission de 2 mois à Beyrouth, se contentant d’une ligne sur Kamel.  Un signe du double standard dans l’action humanitaire.

## L'association Najdeh, Secours social
En 1976, un an après le début de la guerre civile au Liban, il fonde avec des citoyennes et citoyens libanais l’association humanitaire « Najdeh, Secours social », qui a pour vocation de soutenir les Libanais du sud en exil, ainsi que d’améliorer les conditions de vie des habitants des camps palestiniens du Liban. L'association installe des dispensaires et des centres médicaux d’urgence. La création de cette première structure humanitaire est, non pas une vengeance, mais une revanche, pour que personne n’ait à vivre ce qu’il a vécu. Le but premier de Kamel Mohanna est d’assurer un avenir meilleur en travaillant d’égal à égal, main dans la main. À cette époque, il est responsable de la situation médicale de la banlieue-sud de Beyrouth, du Metn-Nord, de Damour et des régions Sud où il installe des dispensaires et des centres médicaux.
Il participe en 1978 à la création du Comité national pour les habitants de Khiam, puis ouvre un dispensaire à Sfeir dans la banlieue-sud de Beyrouth à l’attention des déplacés qui se sont installés dans la région.

## Amel

### Contexte et naissance de Amel
En 1978, l’armée israélienne envahit le Liban-Sud dans le cadre de l’Opération Litani. Sa propre maison sera la première rasée, suivie du village tout entier. « La première maison qu’on a fait sauter et piller, c’était notre maison familiale car nous étions le symbole d’une famille paysanne qui a su résister », indique Kamel Mohanna. Son village natal sera ensuite complètement détruit. Sur les 35 000 habitants de Khiam, tous se sont échappés sauf 55 personnes âgées qui ne pouvaient pas se déplacer. « L’armée israélienne les a regroupées. Il y a eu un massacre collectif. Ça m’a beaucoup choqué », se rappelle-t-il,.
C’est à ce moment-là, en 1979, qu’il décide de fonder l’association humanitaire non-confessionnelle Amel avec un groupe d’amis composés d’intellectuels et de médecins, sous le parapluie du Mouvement national libanais. L’intitulé Amel signifie le travailleur, un nom qu’il choisit avec son ami Talal Salman. Amel commencera son travail humanitaire dans les camps palestiniens surtout en 1982, pendant la deuxième invasion israélienne et le siège de Beyrouth.
Le Premier Ministre en fonction, Dr Salim el-Hoss, les soutient et assure le haut patronage du Comité national de parrainage des projets d’hôpitaux.
L’association Amel s’investit dans une série de projets de dispensaires, de centres médicaux, d’hôpitaux de campagne, de maternités, de centres de protection maternelle et infantile et de centres de réhabilitation pour personnes atteintes de handicap physique dans certaines des régions les plus déshéritées : banlieue-sud de Beyrouth, Bekaa et Sud-Liban. Plus de 24 centres sont ouverts afin de répondre à l’objectif premier de l’association : garantir aux plus démunis l’accès au droit à la santé. Parallèlement aux programmes sanitaires, Amel ouvre des centres de formation professionnelle à Hay el Karameh et Wadi Abou Jmil (Beyrouth), Sidon et Tyr (Sud), et El Ain, Baalbek et Hermel (Bekaa). En outre, trois jardins d’enfants sont créés à Chiyah (Beyrouth), Baalbek et Hermel (Bekaa).

### Croissance de l’engagement humanitaire
Le grand départ de l’association aura lieu en 1982, pendant le siège de Beyrouth lors de la deuxième invasion d’Israël. Un comité de Secours Médical présidé par le Ministre de la santé de l’époque est mis en place avec l’active participation de Kamel Mohanna. L’équipe de l’association réagit très vite, crée trois hôpitaux de campagne sous-terrains (Moussaitbeh, Haret Hreik et Wadi Abou Jamil) qui permettent de sauver des milliers d’enfants, des blessés de guerre et des malades. Amel ouvre également 27 centres et achète 30 ambulances.
Avec l’étroite collaboration du Ministère de la santé, Kamel Mohanna gère un vaste programme de collaboration médicale avec divers pays (Italie, France, États-Unis et Koweït) permettant à plus de 450 enfants d’accéder à des soins médicaux. Bernard Kouchner étant Secrétaire d’état dans les années 1980, Kamel Mohanna réussi à faire évacuer 1 200 blessés dans des hôpitaux et à un programme de réhabilitation des handicapés de guerre (installation de 400 prothèses) avec le support des Pays-Bas, répondant ainsi à l’objectif premier de l’association, et permettant de sauver des milliers d’enfants, des blessés de guerre et des malades. Amel devient l’une des plus grandes ONG du pays.
Entre 1983 et 1984, pendant les conflits dits « guerre de la montagne », il installe de nouveaux hôpitaux de campagne à Chiyah et à Bourj el-Brajné ainsi qu’un centre d'aide d'urgence et de défense civile à Wadi Abou Jamil avec le soutien d'associations comme Médecins sans frontières et Médecins du monde. En 1986 et 1987, il supervise la création de nouveaux centres d’aide d’urgence Amel en étroite collaboration avec des comités populaires et le secteur public. En 1989, alors que le Liban vit une période particulièrement dramatique lors des événements dits « guerre de libération », il supervise la création de nouveaux centres d’urgences et de groupes de défense civile. En outre, il préside la Commission gouvernementale chargée de l’envoi des blessés de guerre à l’étranger. Entre 1989 et 1991, plus de 550 blessés seront évacués vers la France et le Koweït, en relation, notamment, avec Bernard Kouchner, Secrétaire d'État français à l'action humanitaire et Gilles-Henri Tardy, Vice-Consul chef de l'antenne consulaire au Liban, lui-même en relation étroite avec la première dame libanaise Mona Hraoui. Cette collaboration permettra de sauver de nombreux enfants blessés de guerre.

### Reconstruction du Liban d’après-guerre
Entre 1992 et 1993, il participe activement à l’élaboration du Protocole franco-libanais pour la prise en charge de 100 blessés de guerre par l’hôpital Hôtel-Dieu de France (Beyrouth) aux frais du gouvernement français. C’est à cette même époque, en 1990, qu’il est élu coordinateur général du Collectif des ONG au Liban et arabes. En 1994, il est élu Point Focal Régional et membre observateur du Comité Exécutif du Haut Commissariat des Nations unies pour les réfugiés (UNHCR). Le décret présidentiel 6322, le nomme représentant des ONG au sein du Conseil Supérieur de la Santé. La même année, il est chargé de gérer la question des déchets toxiques au Liban, et il est nommé coordinateur général du comité pour l’assainissement de l’environnement.
Entre 1994 et 1997, il représente oﬃciellement le Liban
- Au Sommet Mondial pour le Développement Social à Copenhague ;
- À la réunion de l’Assemblée générale des Nations unies, tenue à New York en mars 1995 ;
- À la Commission de suivi de la conférence des ONG arabes au Caire (El Shabaka qui regroupe plus de 500 ONG arabes), au sein de laquelle il sera élu représentant du Liban et siège sous la présidence du Prince Talal ben Abdelaziz Al Saoud.

La période d’après-guerre consacre Kamel Mohanna comme acteur majeur pour la reconstruction du Liban. Amel se lance alors dans des programmes de développement, tout en poursuivant son action d’urgence dans le sud et la Bekaa ouest sous occupation israélienne. En 1996, il contribue activement à la coordination de l’action des Ministères de la Santé, des Aﬀaires Sociales et celle des ONG afin de faire face aux conséquences de l’agression israélienne. Durant cette période d’après-guerre, Kamel Mohanna se présentera deux fois aux élections législatives.

### Développement et expansion de Amel
En 1999, Amel supervise l’exécution d’un programme de gestion et de prévention des catastrophes au Liban, soutenu par la Commission européenne. Kamel Mohanna veille particulièrement à développer au sein de Amel des programmes de développement sanitaire et de prévention des maladies transmissibles. Il s’engage également auprès des jeunes en inaugurant un centre de formation professionnelle dans la banlieue-sud de Beyrouth, et le lancement de divers programmes d’éducation et de formation aux droits humains, dans la banlieue sud de Beyrouth, au Sud Liban et dans la Bekaa. Ces programmes sont soutenus par des bailleurs internationaux,, reconnaissant l’importance d’une association ancrée sur le terrain, Amel, et de son Président, le D. Kamel Mohanna.
L’association est présente dans plusieurs régions dont la banlieue-sud de Beyrouth, Bekaa incluant Ersal (où les habitants ont, lors de la « crise syrienne », protégé le centre contre Daesh) et le Sud-Liban. Amel entame également un travail de réinsertion des démunis, en leur donnant des formations techniques, tout en travaillant à les conscientiser au concept de citoyenneté avec son lot de droits et de devoirs.
Amel s’impose comme une association sérieuse et eﬃcace, transparente et dynamique. Elle refuse les classifications confessionnelles et politiques, distribue ses aides à tous les défavorisés, indépendamment de leur religion, de leur région et de leurs opinions politiques. Véritable phénomène, elle agit à contre-courant de la tendance communautariste et clientéliste.
Le conflit syrien qui éclate en 2011 marque pour Amel et Kamel Mohanna un nouveau tournant. Dès le mois d’avril 2012, Kamel Mohanna lance un appel aux partenaires et bailleurs afin qu’ils soutiennent l’action des ONG, tout particulièrement les organisations locales, venant en aide aux populations aﬀectées par la crise syrienne. Maître d’œuvre de la « Réponse d’urgence à la crise syrienne » lancée par Amel, Kamel Mohanna est nommé représentant des ONG locales au sein du « Humanitarian Country Team » réunissant tous les représentants des agences des Nations unies. Il participe aussi à de nombreuses conférences internationales, répétant inlassablement qu’il faut « aider le Liban qui aide la Syrie ».
45 ans plus tard, en 2024, Amel compte 32 centres médico-sociaux, 9 unités mobiles médicales, 4 unités mobiles satellites de centres de santé primaire (« PHCCs satellite units »), 2 unités mobiles éducatives, 2 unités mobiles de protection (intervenant avec les personnes en situations de rue) et 1200 volontaires et travailleurs, dont 85 pour cent de filles, sans aucune aﬃliation politique ou sectaire, si ce n’est à la dignité humaine, et aﬃchant plus de 1,8 million de services rendus.

### Mouvement Amel International
Fort de son expérience sur le terrain et de son engagement, Kamel Mohanna fait de Amel un modèle pionnier d’association locale qui se développe à un niveau international en étroite collaboration avec diverses structures et organisations dans le monde entier. Amel, association du Sud, prend ainsi l'initiative singulière de travailler hors de ses frontières, notamment en Occident, en contribuant aux actions de solidarité et en présentant un modèle de lutte et d'engagement pour les causes justes des peuples, au premier rang desquelles la cause palestinienne et la libération de toutes les formes de dépendance et du colonialisme occidental dans ses diﬀérents domaines. Amel Association International est déclarée à Genève en 2010 et  l’organisation ouvre des « branches locales »  en France, aux États-Unis, en Belgique et en Italie.

### Nomination pour le Prix Nobel de la paix
En 2023, Amel a été nommée pour le Prix Nobel de la paix pour la huitième année consécutive en raison de son rôle dans le développement de la démocratie, d'une culture de citoyenneté et de la promotion des droits de l'homme au Liban,,.

## Interactions avec les responsables étrangers
La crédibilité de Amel Association International et de son Président Kamel Mohanna fait que ses centres font désormais partie des programmes de visites de responsables des Nations unies, de chefs d'États et de ministres en fonction, à l’instar de Ban Ki-moon et d’António Guterres (ce dernier ayant visité Amel lorsqu'il était Haut-Commissaire pour les réfugiés), des présidents français François Hollande et Emmanuel Macron (ce dernier ayant visité Amel avant son élection à la présidence de la République), et des ministres de la plupart des pays européens, dont les ministres français des Aﬀaires étrangères Bernard Kouchner et Jean-Yves Le Drian, ainsi que Meryame Kitir, ministre fédérale belge de la Coopération au développement chargée de la politique des Grandes villes, et plusieurs autres,.
Ces visites et rapports personnels sont une occasion pour lui de réitérer ses positions dont :
- En 2017, lors de la visite d’Emmanuel Macron dans le centre de Amel à Ain El Remmaneh, Kamel Mohanna l’interpelle sur l’importance de la solidarité et les populations qui y résident. En 2020, à la suite de la double explosion du port de Beyrouth, Kamel Mohanna s’entretien avec Emmanuel Macron, devenu entre-temps Président de la France et lui dit : « Les Libanais et les Palestiniens ont construit le Golfe et ont présenté un modèle de solidarité. Vous avez visité le port et vous avez vu les gens en solidarité, et moi, en tant que Libanais, j'ai honte de vous demander de l'aide. L’approche envers ce pays plein de potentiel humain devrait être diﬀérente. N'est-il pas honteux que l'électricité et l'eau deviennent une aspiration pour le citoyen ? »[35],[36]

- En juillet 2020, le ministre français des Affaires étrangères Jean-Yves Le Drian effectue une visite au centre Amel de Haret Hreik. La séance a été pleine de reproches. Mohanna indique au responsable français : « La France n'a aucun intérêt dans l'effondrement du Liban, et devrait soutenir le pays plutôt que l’abandonner. » Ce dernier explique au ministre français combien la présence de 600.000 Syriens qui avaient appris le maniement des armes lors de leur service militaire à Damas constituait une redoutable bombe à retardement. Jean-Yves Le Drian répond : « Nous aussi en France, nous connaissons la menace terroriste ». L’humanitaire répond « Comment oser une telle comparaison entre la France et le Liban ? Quand vous avez un mort chez vous, cela fait la une de la presse. Chez nous, nous avons des dizaines de milliers de disparitions et de déplacés que ce soit en Irak, au Yémen, en Palestine ou au Liban et il n’y a pas une ligne dans vos journaux ». Et le médecin libanais de conclure : « C’est ce que j’appelle le double standard entre vous à Paris et nous à Beyrouth »[35],[37]...
- Lors de la cérémonie de décoration à l’ambassade belge le 11 décembre 2023 dans laquelle il a été nommé Commandeur de l’Ordre de la Couronne par le roi, Kamel Mohanna dresse un état des lieux de la situation au Liban, mettant en exergue les défis auxquels le Liban est confronté depuis quelques années. Il évoque le soulèvement du 17 octobre 2019, caractérisé par le rôle pionnier des femmes et des jeunes libanais rassemblés derrière le drapeau libanais, en faveur d'un État libre, démocratique et civil, jusqu'à l'effondrement de l'État et l'appauvrissement de la grande majorité du peuple libanais, sans parler des problèmes des déplacés et des réfugiés qui représentent désormais plus de la moitié de la population libanaise, soit le plus grand nombre de réfugiés par habitant au monde, jusqu'à la double explosion du port de Beyrouth qui a détruit une grande partie de la capitale, causé d'énormes pertes humaines et matérielles, et qui demeure à ce jour sans solution. Et Mohanna de continuer avec « l’état de grande agitation que connaît actuellement le sud libanais, et la préoccupation par la violence extrême infligée à la population palestinienne, en particulier à Gaza, où ne peut être acceptée la mort brutale de milliers d’enfants, de femmes et de civils innocents, ni la destruction des infrastructures de santé. Tout cela constitue une violation du droit international humanitaire, que nous condamnons fermement. La stabilité de la région toute entière dépend de la recherche d’une solution juste au problème palestinien.»[38]

## Réflexions

### Sur la société civile
La société civile représente la véritable arène de conflit dans laquelle les forces de changement s'attirent et interagissent, dépassant les liens primitifs, familiaux, tribaux, civils, religieux et sectaires, et établissant de nouvelles relations entre les individus et les groupes sur la base d'intérêts communs et d'idéologies unificatrices, produisant un discours national et une stratégie nationale visant à parvenir plus de démocratie et plus de garanties pour les droits de l’homme. La société civile constitue également un espace de liberté et un moyen de passage vers la citoyenneté et la démocratie,.
En fait, une société civile sans politique ni lutte pour la liberté et la démocratie reste loin de la réalité, et le véritable sens de la société civile repose essentiellement sur un état critique qui dépend de la compréhension des structures politiques en plus de la compréhension des structures économiques. En d'autres terms, et en l’absence de culture civique, la société civile ne peut pas formuler et développer des politiques publiques.
Il n’y a pas de société civile sans État, et l’unité nationale passe nécessairement par une étroite coopération entre individus, société et État. Les partis politiques nationaux, les organisations bénévoles et le travail d’unification des forces démocratiques font partie intégrante des forces de changement dans la société civile.
Toutefois, maintenir une véritable indépendance à l’égard des partis politiques tout en ayant une compréhension fine des structures politiques et économiques d’un pays est sans doute le défi majeur des sociétés qui avancent vers le changement.
Malheureusement, certains intellectuels arabes ont instrumentalisé le monde associatif à des fins politiques, pour compenser les défaites subies par les courants nationalistes et de gauche. Aujourd'hui, des institutions de la société civile se sont multipliées et sont devenues un moyen de promouvoir des projets et des plans coloniaux à travers des slogans qui instrumentalisent les principes intangibles que sont les droits de l’homme, le droit au développement et le droit international humanitaire, surtout dans les zones de conflit. De plus, ces mêmes organisations manquent de transparence et de vision. Ce qui n’est également pas dit dans la relation existante entre les bailleurs de fonds et des organisations de la société civile, c’est que l’aide étrangère a un rôle politique, représenté par la perpétuation de la relation de dépendance, que garde silencieux un généreux financement.
Face à l'investissement excessif dans la société civile, Amel présente une expérience démocratique pour le Liban, la société et le citoyen. Kamel Mohanna déclare : « Après l'effondrement de l'Union soviétique, la société civile est devenue un porte-manteau. Les forces au pouvoir ont une société civile et l'opposition a la sienne. Il y a une définition spécifique pour la société civile : cette dernière inclut les partis, les syndicats et des institutions locales (dont les municipalités), et ne se limite pas aux associations. Ce que nous voyons aujourd'hui, c'est du commerce et une armée de gens qui ne sont motivés que par leurs salaires, parlant de démocratie dans des hôtels et des conférences, alors qu'il n'y a pas de démocratie sans travail de terrain et développement. Il explique : « La plupart des ONG sont des entités dotées d’un agenda portant les intérêts des puissances étrangères. Elles évoluent le long d'une ligne politique et non-déclarée. »,

### Sur les collaborations
Également coordinateur du Collectif des ONGs au Liban et arabes, Kamel Mohanna souligne l’importance de développer des partenariats au sein de la société civile libanaise, ainsi que de renforcer la coopération, fondée sur l’égalité et le rejet du néo-colonialisme, entre les ONG locales et occidentales.

### Sur les rapports Nord-Sud
L'approche de la décolonisation de l'humanitaire intègre le fait qu'il faille travailler en tant que partenaires avec les populations concernées et non comme tuteurs, imposant des dogmes formatés totalement éloignés des différents contextes socio-culturels. Ceci est une feuille de route à appliquer dans une unité et une volonté globales.
Dans une démarche inédite et à contrecourant des dynamiques traditionnelles, l'association Amel a choisi de tendre la main du Sud vers le Nord, en partageant son expérience, afin de contribuer ensemble à l’édification d'un monde plus juste et plus humain. Comme l'indique Kamel Mohanna, « Nous avons toujours été attachés à l'établissement de relations équitables, sans subordination, entre le Nord et le Sud, ainsi qu'à la lutte contre le double-standard, particulièrement présent dans les relations humanitaires. Nous sommes ainsi engagés en faveur des causes justes des peuples à travers le monde, à commencer par la cause palestinienne. Loin de limiter notre action aux discours sur la misère du monde dans de grands hôtels, nous agissons au quotidien aux côtés des couches populaires et vulnérables. » L'auteur poursuit : « Alors que l'écart se creuse chaque jour un peu plus entre le Nord et le Sud, nous militons sans relâche en faveur d'une répartition équitable des richesses, et contre l'augmentation de la pauvreté et des phénomènes de marginalisation qui l'accompagnent. »

### Sur la jeunesse
L'avenir est arrivé et il est entre les mains de la jeunesse. La génération multilingue, familiarisée avec les technologies modernes, est progressiste, tournée vers l’avenir. Elle accepte des personnes de nationalités, d'ethnies et de religions différentes, et porte ainsi l'espoir. En se libérant de son ego et en pensant aux autres, le potentiel et les talents éclosent et apportent le plus de bénéfices au reste de l’humanité.

### Sur le changement
Les étapes du changement nécessitent un modèle juste, et le cumul de ces pratiques permet de passer à un niveau supérieur de changement. Si 100 associations au Liban venaient à reproduire le modèle de Amel, le changement social serait inévitable ; le changement politique étant automatique une fois son aspect social activé.

### Sur le monde arabe
Les mobilisations de la Tunisie et de l’Égypte présentaient les bourgeons d’une révolution. La contre-révolution a été Daesh et son action, après laquelle les institutions religieuses seront tenues de se réformer. L’avenir n’est qu’optimiste pour le monde arabe.

### Sur les réfugiés
Le Liban est un tout petit pays et reçoit deux millions de réfugiés, ce qui équivaut à 22 millions de réfugiés en France. Dans l’hexagone, les débats portent sur l’expulsion des migrants plutôt que sur l’accueil. Il est honteux que l’Europe ferme ses frontières comme une forteresse. Au-delà des responsabilités politiques de ses gouvernements, elle ne respecte pas les principes moraux et juridiques de l’asile. Kamel Mohanna fustige que l’Europe n’applique ni les Conventions de Genève ni la Convention européenne des droits de l’homme.

### Sur le Liban
Le Liban est le miroir et le laboratoire de la région. De ce rôle émerge son importance pour les puissances. Quasiment en état d’urgence depuis 40 ans, le Liban est une lutte pour un monde plus juste et plus sûr. Il rassemble en son territoire tous les problèmes de la région. Le pouvoir est entre les mains d'un petit nombre de personnes qui entretiennent des relations intéressées avec l’étranger, plutôt que les investir dans l'intérêt du Liban”,. Tous les groupes sont minoritaires au Liban. En ce sens, le Liban offre un modèle de coexistence dans le cas où les Libanais se concentrent sur les valeurs de la citoyenneté.

## Approche de Kamel Mohanna
1. Kamel Mohanna revendique une pensée positive et un optimisme permanent, fondés sur sa croyance dans la capacité des gens à donner. Il cherche toujours auprès des personnes qui l’entourent et qu'il sert, et s’y appuie pour catalyser leur potentiel de croissance. Il croit fermement qu’il ne faudrait pas s’attarder sur les aspects négatifs puisque ces obstacles font partie de l'essence du travail, tout comme les défauts font partie de la nature humaine. Tout obstacle humain et matériel peut être surmonté et dépassé à travers l’optimisme, le positif, la place aux initiatives personnelles généreuses et le fait d’assumer ses responsabilités[11]. Cette positivité s’exprime dans la règle des trois P : “Principe, Position, Pratique”, soit travailler l’art d’aboutir, non pas celui de se plaindre[17].
2. Sa philosophie du travail se définit par sa croyance en l’homme et en ses droits à la santé, à la liberté et au développement, ainsi qu'en sa capacité à assumer sa propre responsabilité et son auto-détermination. Ce sont les ingrédients pour la construction d'un être humain libre dans sa pensée et citoyen. Ces graines du changement sont rassemblées sous l’égide du principe d’une culture humaine. Il s'agit de prendre conscience d’une cause juste qui nécessite un leadership et d’en porter le poids de son service. Il répète qu’il n’existe pas d’homme faible, uniquement un homme qui ignore le centre de sa propre force. Il se concentre sur la jeunesse et sur son potentiel, et travaille avec les jeunes pour élucider ses talents. L’existence prend ainsi tout son sens alors que les inconvénients perdent de leur importance.
3. Son style de leadership repose sur l'écoute, la compréhension, l'acceptation, la délégation des responsabilités, le développement d'opportunités pour assumer des responsabilités, le développement des initiatives, l’esprit de camaraderie sans arrogance, supériorité, autoritarisme et « bossisme ». Il s’agit de poser la question « Où est le bien en chacun et comment le développer ? »[10] Ceci passe également par le renforcement des relations avec les amis, la transformation des neutres en amis et la neutralisation des adversaires[47],[5]. Le leadership est un travail d’équipe, et le vrai leader est celui qui crée des leaders. C’est ainsi que Amel se développe puisque la décision émane des gens, des leaders, qui œuvrent au sein de l’association[9],[11].

## Un modèle de changement fondé sur la dignité humaine dans le monde arabe
1. Mode de vie : L’humanitaire étant une vocation, Kamel Mohanna ne veut et n’attend rien de personne. Menant une vie simple et très austère, il considère que « ceux qui travaillent dans l’humanitaire et dans la sphère publique doivent souffrir eux-mêmes pour ressentir la souffrance des autres »[5],[11].
2. Indépendance : Kamel Mohanna affirme qu'il travaille dans une idéologie radicale, changeante et civile et qu'il n’a rejoint aucun parti. Indépendant, il refuse de s'affilier à un parti quelconque[5].
3. La politique : Kamel Mohanna pratique la politique qui se soucie des affaires des gens, et s’éloigne de la politique politicienne qui évoque les problèmes des gens sans y travailler. Il s'est présenté deux fois aux élections parlementaires, la première fois en 1992 à Beyrouth, et la deuxième fois en 1996, seul dans le sud. Ses amis ramassent 35,000 USD pour la campagne, il organise 400 rencontres, et obtient 16 000 voix. Depuis, il a compris le jeu, et se refuse de se présenter aux élections, malgré les offres reçues pour former une liste d’opposition. Il est également sollicité à rejoindre un gouvernement à chaque nouvelle formation, une offre qu’il décline à chaque fois. Il dit ne rien vouloir de personne et ne rien attendre de personne. Il refuse tout soutien extérieur, lequel s'il l'acceptait, lui permettrait de fonder un parti politique. Il rejette tout soutien conditionnel ou qui dirige sa réflexion. Il se revendique Libanais, Arabe du sud, et croyant en la cause palestinienne[5].
4. Équilibre entre les paroles et les actes : Kamel Mohanna met l'accent sur l'importance de l'équilibre entre les paroles et les actes[5].

## Citations
- L’engagement humanitaire, c’est être auprès des autres, en-dehors de leur appartenance politique, géographique et religieuse[9].
- En occident, le mot “humanitaire” résonne avec urgence, or, en arabe, “humanitaire/إنساني”, sonne avec “gens/ناس” et porte une signature sociale collective et culturelle[9].
- Il ne faut œuvrer que pour la dignité humaine avec une vocation personnelle et un travail collectif, il n’y a que comme cela que cela peut fonctionner. Il faut apprendre à dire NOUS et non plus JE en appliquant les trois P: Principe (NOUS réfléchissons) – Position (NOUS affirmons) – Pratique (NOUS agissons). Agir sur le terrain, c’est agir par solidarité et non par charité en incluant toutes les couches de la société sans distinction[9].
- Quand vous avez un mort chez vous en France cela fait la une de la presse. Dans le monde arabe, nous avons des dizaines de milliers de disparitions et de déplacés que ce soit en Irak, au Yémen, en Palestine ou au Liban et il n’y a pas une ligne dans vos journaux. C’est ce que j’appelle le double standard[17].
- La « réforme par le bas » deviendra un facteur de « changement par le haut »[44].
- La société ne peut se développer que si chaque individu est responsable, contrairement à ce qui prévaut dans notre pays, où la décision dépend d'une personne et le reste est mis en œuvre[5].
- Personne ne choisit sa nationalité ni son pays, il faut militer pour une répartition des richesses et un état de justice sociale. Ce qui compte, c’est l’être humain[11].

## Vie personnelle
Kamel Mohanna est marié à Fayda, qu’il appelle la “Sainte”. C'est l’épouse, la mère, la combattante et la motivatrice, aux côtés de leurs enfants élevés dans les principes du travail humanitaire, Zeina, Assaad, Mariam et Nour. Elle enseigne l'éducation civique à l'école où était scolarisé son aîné Bachar, décédé en classe de neige avec son école alors qu'il sauvait ses amis. La nuit du mardi 14 janvier 1992, après une journée passée à skier, un camarade de classe se réveille en pleine nuit pour passer aux toilettes. Le courant étant coupé, il allume une bougie et la pose au pied du lit. Le matelas prend feu. Il réveille son ami et ils essayent, en vain, d’ouvrir la fenêtre. Ils appellent alors Bachar à l’aide, lui qui dormait dans l'autre chambre, et qui réussit à les faire sortir. Toutefois, alors qu’il essayait de réveiller trois amis endormis, il reste coincé dans la chambre. Ils mourront tous asphyxiés. Kamel Mohanna explique que cette tragédie ne l'a pas dissuadé de travailler. Au contraire, elle l'a rendu encore plus résolu et déterminé à mener à bien son travail humanitaire,,.

## Récompenses et distinctions
Son action et son engagement lui valent les reconnaissances et décorations suivantes :
- 1974: Symbole de l’Amour et du Don, Commission Nationale de la Journée de l’Enfant, Liban
- 1980 : Ordre du Mérite pour sa contribution à l’amélioration de la condition humaine, Comité Libanais pour la Paix
- 1995: Ordre du Mérite du Comité Libanais pour la Paix
- 1997: Chevalier de la Légion d’Honneur[50]
- 1998: Prix Laure et Joseph Moghaizel pour les Droits de l’Homme et la Paix Civile (décerné à l’association Amel)
- 1998: Chevalier de l’Ordre National du Cèdre, Liban
- 2000 : Homme de l’année et vétéran de la culture, Mouvement Culturel d’Antélias, Liban
- 2000 : Distinction attribuée par l’Ordre des Médecins Libanais
- 2006 : Distinction attribuée par le Sénat français
- 2006 : Prix du Forum arabe
- 2007 : Participation à la Conférence pour le dialogue inter-libanais à la Celle Saint Cloud
- 2009 : Officier de la Légion d’Honneur
- 2010: Prix de la Presse libre, LiberPress[51]
- 2010: Attestation d'honneur, Ligue libanaise[52]
- 2016 : Prix de la Fondation Ghazal pour la paix
- 2016 : Candidat au Prix Nobel de la paix
- 2017: Prix annuel de la paix, Fondation Ghazal pour l'Enseignement et la recherche[53]
- 2018 : Candidat au Prix pour les réfugiées de Nansen (nommé par Medico International)
- 2019 : Prix international de Sharjah pour la défense et le soutien des réfugiés (SIARA) décerné par Big Heart Foundation, en collaboration avec le Haut Commissariat des Nations unies pour les réfugiés (UNHCR)[48]
- 2021: Prix du comité "N'oublions pas Sabra et Chatila”, Italie[54],[55]
- 2023: Commandeur de l'Ordre de la Couronne, Belgique[56],[38],[57]

## Publications
Selon le politologue et ancien ministre libanais des finances Georges Corm, les travaux intellectuels réalisés par Kamel Mohanna préservent la mémoire de l’action civile au Liban. Il ajoute que cette encyclopédie composée des livres qu'il écrit se présente comme une référence essentielle pour tous ceux qui souhaitent connaître et approfondir les racines historiques de la société civile au Liban en vue de suivre le rythme de la réalité et de se tourner vers l’avenir.
1. مواجهة الاستثمار المفرط لمنظمات المجتمع المدني - عامل تجربة ديمقراطية لبناء مواطن ووطن [59],[60],[61],[62],[63],[64]
2. أبعاد التنمية والعولمة المستبدة لمؤسسة عامل والقطاع المدني [65],[64]
3. الصحة من نيران الحرب إلى تداعيات الجائحة، مؤسسة عامل والقطاع المدني يمنعان تفكك المجتمع اللبناني [66],[67]
4. أبعاد التنمية والعولمة المستبدة - مؤسسة عامل الدولية والقطاع المدني في لبنان [68]
5. عامل… في الطريق إلى نوبل
6. Un médecin engagé dans la tourmente des peuples : les choix difficiles, biographie entretien avec Chawki Rafi. Publié en arabe (éditions El Farabi, 2013), anglais (2016) et français (Harmattan, Le point, Paris, 2015) [69],[70],[71]
7. Dr Kamel Mohanna, La société civile et le volontariat, l’exemple de l’association Amel, éd. El Farabi, 2013[72]
8. Dr Kamel Mohanna, Volontariat et société civile, Dar Farabi, 2014.
9. Dr Kamel Mohanna, Face à l'usage abusif du concept de la société civile, éd. El Farabi, 2022[73],[74],[75]
10. Le rôle de la société civile face à l’épreuve des dangers auxquelles est confrontée la famille libanaise, Dr. Kamel Mohanna et Dr. Mustapha Hijazi, 2014
11. Dignité, Humanité et Solidarité : L’approche citoyenne, universelle et sans discrimination d’Amel Association International avec toutes les personnes vulnérables affectées par les crises; Revue Santé, 2017. Impact of the Syrian Crisis in Lebanon: civil society as a vector of change in Alternatives Humanitaires, 2017.
12. Mohanna, Kamel. ONG national et international : des partenaires égaux ? Dans Sur la Route d’Istanbul, Rapport sur la responsabilité humanitaire, publié par CHS Alliance, Genève, 2015.
13. Reconstruire la santé après conflit, Revue Santé, 2016.
14. Dr Kamel Mohanna ; Micheletti Pierre, « Aidons le Liban qui aide la Syrie », Libération, Paris, 2013[76]
15. Dr Kamel Mohanna ; Il faut aider le Liban qui aide la Syrie !, in Revue Humanitaire, 38 | 2014, 78-83.[77]
16. Dr Kamel Mohanna. L’action humanitaire : la vision d’un acteur du Sud, in Revue Humanitaire, 33 | 2012[78].

## Engagement humanitaire
- Fondateur et président, Amel Association International (1979 – présent)
- Cofondateur, Mouvement « 3 L » de solidarité, dignité et humanité avec les personnes en exil (dans le cadre de la nomination de Amel pour le Prix Nobel de la paix)
- Coordinateur général, Collectif des ONGs au Liban et arabes  (1990 – présent)
- Représentant des ONG, Haut conseil libanais pour la santé (1980 – présent)
- Président honorifique, Amel France (2015 – présent)
- Fondateur de Najdeh Association (1976)
- Représentant des ONG, Groupe thématique sur les conflits, Sommet Mondial Humanitaire (2015 – 2016)
- Représentant des ONG, Conférence de Londres et du Koweït pour la Syrie (2013 – 2014)
- Expert, Organisation mondiale de la santé (OMS) (1990 – 1995)
- Membre du conseil d’administration, Liban Nudge (2018 – présent)
- Expert, Groupe de la société civile, Organisation Internationale de la Francophonie (2017 – présent)
- Représentant de la société civile, Conférence pour le dialogue inter-libanais, La Celle Saint Cloud, France (2008)
- Membre fondateur, Société d’Entraide des Membres de la Légion d’Honneur – Section Liban
- Président, Union générale des étudiants libanais en France (1968 – 1970)

## Participation à des conférences
- Mouvement Euro-Méditerranéen pour la Solidarité, la dignité et l’Humanité avec les personnes en exil, Rome, 2018, organisé par Amel Association International et le Samusocial International
- “Dignité, Solidarité, et Humanité avec les personnes en situation d’exil, mesures innovantes”, Athènes, 2017, organisé par Amel Association International et le Samusocial International
- “Localisation de l’action humanitaire”, Beyrouth, 2017, organisée par le fonds de la Croix Rouge française
- Conférence pour le 50e anniversaire de la Fondation Mérieux, Annecy, 2017, organisée par la Fondation Mérieux
- “Humaniser l’accueil des personnes en situation d’exil”, Paris, 2017, organisé par Amel Association International et le Samusocial International
- Conférence pour l’Anniversaire de l’Agence française de développement (AFD), Paris, 2016, organisée par l’AFD
- AIDEX, Bruxelles, 2017
- Sommet Mondial Humanitaire, Istanbul, 2016, organisé par l’ONU
- ICVA Conférence annuelle, Genève, 2016
- États généraux de l’humanitaire, Annemasse et Grenoble, 2015 et 2016, organisés par Humacoop
- Consultation Mondiale du Sommet Humanitaire Mondial, Genève, 2015, organisée par OCHA
- Conférence sur l’histoire de l’action humanitaire, Genève, 2015, organisée par l’ICRC
- Conférence sur la résilience et l’action humanitaire, Marseille, 2015, organisée par l’AFD
- Conférence nationale humanitaire, Paris, 2014, organisée par le Ministère de l'Europe et des affaires étrangères
- Conférence au Salon du Livre de Paris, 2014
- Table ronde, IREMMO, Paris, 2013
- Table ronde, Salon du Livre Francophone, Beyrouth, 2013
- Conférence sur la norme humanitaire fondamentale, Istanbul, 2013, organisée par l’Alliance CHS
- Table Ronde sur la Région de la Méditerranée, Forum Social Mondial, Tunis, 2013, organisée par le MCA
- Sommet Social, Copenhague, organisé par les Nations unies, 1995

## Adhésion
Kamel Mohanna est également membre actif :
- de l’Association médicale franco-libanaise
- de l’Ordre des médecins du Liban
- du Réseau arabe de protection sociale
- de l’Association de l’amitié libano-marocaine
- de l’Association de l’amitié libano-chinoise
- de l’Assemblée des citoyens de la Méditerranée
- du Comité de rédaction du journal Human and Health Review
- du Cercle des études pour le développement
- du Club culturel arabe
- de l’Association libanaise pour les droits de l’Homme
- du Centre de protection permanente "Chronic Care Centre” dirigé par l’ex-Première Dame du Liban Mona Hraoui
- du Cercle de l’action nationale
- de la Société des membres de la Légion d'honneur au Liban (SMLH)[79]